# 곧은엄니코끼리
곧은엄니코끼리(Straight-tusked elephant)는 플라이스토세 중기와 후기에 유럽과 서아시아에 서식했던 멸종된 코끼리 종이다. 알려진 가장 큰 코끼리 종 중 하나인 성숙한 다 자란 수컷은 평균적으로 어깨 높이가 4m, 몸무게가 13t에 달했다. 곧은엄니코끼리는 성체 암컷과 어린 수컷, 혼자 사는 성체 수컷 무리로 현대 코끼리와 매우 유사하게 살았을 가능성이 높다. 이 종은 주로 온대 및 지중해의 삼림 및 산림 서식지와 관련이 있었으며, 간빙기에는 유럽 북부에서 그레이트브리튼섬과 덴마크까지, 동쪽으로는 러시아까지 분포하고 빙하기에는 남유럽에 머물렀다. 석기와 나무 창과 관련하여 발견된 골격은 하이델베르크인과 그들의 네안데르탈인 후계자를 포함한 초기 인류에 의해 청소되고 사냥된 것으로 추정된다.
이 종은 팔라에올록소돈 (다른 구성원들은 곧은엄니코끼리속이라고도 불림)의 일부이다. 팔라에올록소돈은 초기 플라이스토세 시대에 아프리카에서 출현한 후 중기 플라이스토세 초기에 유라시아 전역으로 퍼져 나갔다. 유럽에서 팔라에올록소돈의 가장 초기 기록은 약 800~70만 년 전으로 거슬러 올라간다. 곧은엄니코끼리는 지중해의 섬에 서식했던 여러 난쟁이코끼리 종의 조상이다. 이 종은 최종 빙기 후반에 멸종되었으며, 가장 어린 유해는 약 44,000년 전 이베리아반도에서 발견되었다. 더 젊은 기록으로는 약 37,000년 전으로 거슬러 올라가는 네덜란드의 이빨 하나와 28,000년 전 이베리아반도 남부의 발자국이 포함될 수 있다.

## 묘사

### 해부학

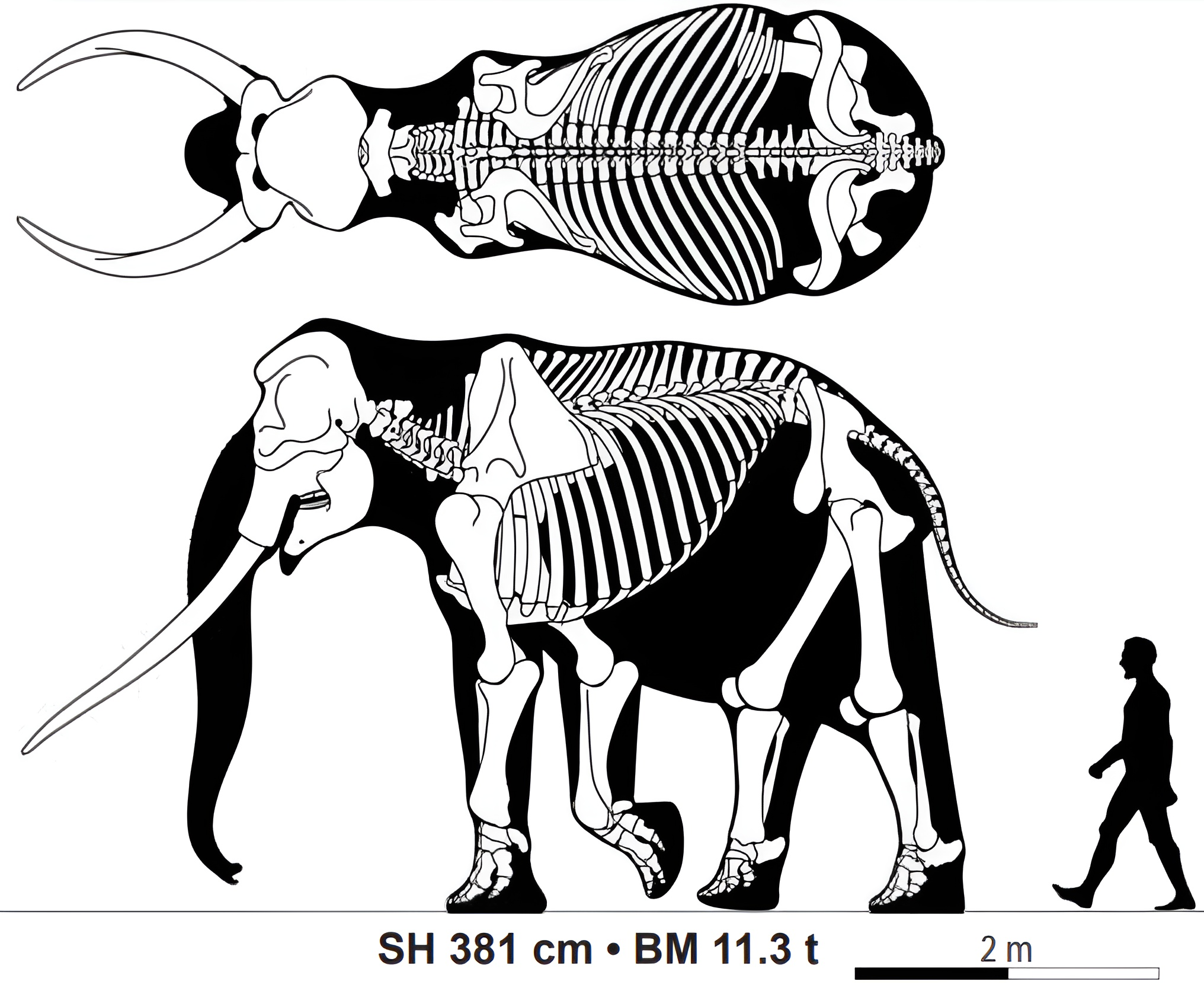
키 3.8m, 40세 성체 수컷과 인간의 골격도

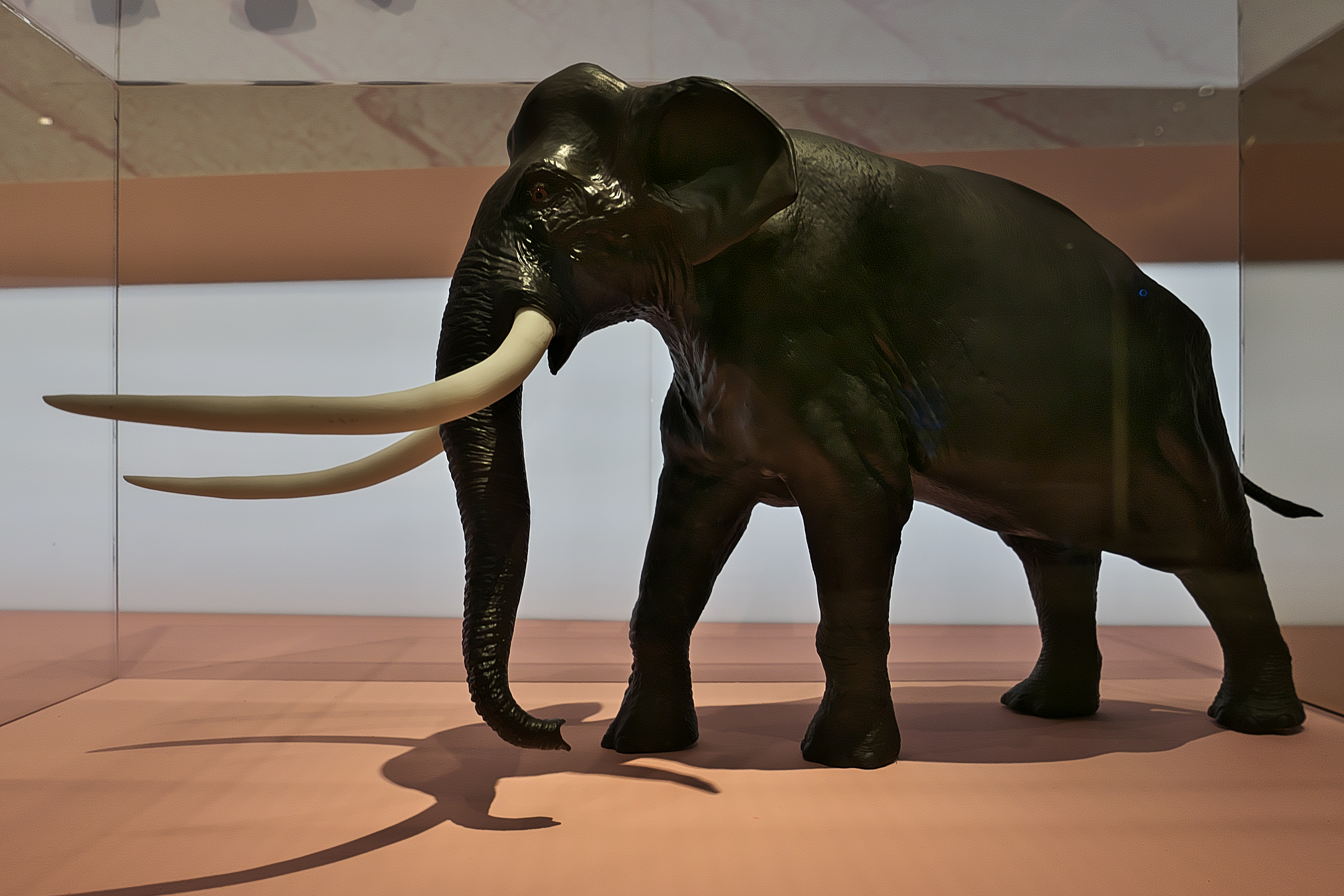
모형

곧은엄니코끼리의 골반을 포함한 몸은 현존하는 코끼리에 비해 넓었다. 앞다리, 특히 상완골과 견갑골은 살아있는 코끼리보다 비례적으로 길기 때문에 어깨의 위치가 높다. 머리는 동물의 가장 높은 지점을 나타내며, 등은 다소 경사져 있지만 불규칙한 모양을 하고 있다. 등뼈의 척추는 눈에 띄게 길쭉하다. 꼬리는 비교적 길었다. 보존되지는 않았지만 몸은 아마도 현존하는 코끼리와 마찬가지로 털로 드문드문 덮여 있었을 것이며, 귀도 상대적으로 컸을 것이다.
두개골은 비례적으로 매우 넓고 높다. 다른 많은 곧은엄니코끼리속 구성원들과 마찬가지로, 곧은엄니코끼리는 비강 입구 위의 두개골 윗부분에 잘 발달된 뼈 성장을 가지고 있으며, 이는 두개골 지붕의 후두골에서 유래하여 앞으로 돌출되어 두개골의 나머지 부분을 덮고 있다. 이 볏은 아마도 비장을 포함한 근육을 고정하는 역할을 했을 것이며, 이를 "추가 비장"이라고 부른다. 후자는 아시아코끼리에서 발견되는 "판상근 표재구조"와 유사했을 가능성이 높다. 곧은엄니코끼리속의 두개골이 장비목 중에서 비례적으로나 절대적으로 가장 크기 때문에 이 볏은 머리의 매우 큰 크기를 지탱하기 위해 발달했을 가능성이 높다. 곧은엄니코끼리의 두 가지 형태는 이전에 유럽에서 두정부-후두부 볏의 차이를 기반으로 존재하는 것으로 여겨졌으며, 하나는 아시아곧은엄니코끼리와 더 유사하다. 이러한 차이는 나이와 관련이 있는 것으로 나타났으며 (유전적 변이), 나이가 많은 개체에서 볏이 더 두드러지며 화석화 중 왜곡으로 인한 것도 특징이다(화석 생성론 변이). 곧은엄니코끼리는 아시아곧은엄니코끼리와 달리 덜 튼튼한 두개골과 더 튼튼한 사지 뼈를 가지고 있으며, 눈구멍 뒤에 눈물방울 모양의 움푹 들어간 부분이 없다는 점에서 다르다(안와하 함몰부). 상악 전골 (상악골이 포함되어 있음)은 부채꼴 모양이며 앞모습이 매우 넓다. 엄니는 몸의 크기에 비해 매우 길며 직선에서 약간의 곡선까지 다양하다. 치아는 높은 관형 (긴치아)이며, 각 세 번째 어금니에는 약 16-21개의 라멜라가 있다.

### 크기
이 종은 성적 이형성이었으며, 수컷이 암컷보다 훨씬 컸다. 이 크기의 이형성은 살아있는 코끼리보다 더 두드러졌다. 곧은엄니코끼리는 평균적으로 살아있는 코끼리보다 훨씬 컸으며, 지금까지 살았던 것으로 알려진 가장 큰 육상 포유류 중 하나였다. 개체가 완전히 성장할 수 있는 최적의 조건에서 성숙한 수컷 곧은엄니코끼리의 90%는 어깨 높이가 3.8~4.2m, 몸무게가 10.8~15t 사이인 것으로 추정된다. 비교된를 위해, 가장 큰 살아있는 코끼리 종인 아프리카코끼리의 성숙한 완전 성장한 수컷의 90%는 최적의 성장 조건에서 높이가 3.04~3.36m, 질량이 5.2~6.9t 사이인 것으로 추정된다. 19세기 후반 스페인에서 채집한 골반과 경골로 대표되는 매우 큰 수컷은 어깨 높이 4.6m, 몸무게 19t 이상에 달했을 가능성이 있다. 성체 수컷은 일반적으로 약 3.5~4m 길이의 엄니를 가지고 있었으며, 질량은 100kg을 훨씬 넘었다. 이탈리아 아니에네강에서 발견된 특히 크고 두꺼운 엄니 한 마리의 보존된 부분은 길이가 3.9m이며, 두개골 밖으로 나갔을 때의 둘레는 약 77cm이며, 일생 동안 190kg이 넘는 것으로 추정된다.

## 분포 및 서식지
곧은엄니코끼리는 유럽 전역에서 풍부한 발견물을 통해 알려져 있으며, 따뜻한 간빙기 동안 대륙에서 가장 널리 분포한다. 화석은 이스라엘, 서부 이란, 그리고 아마도 서아시아의 튀르키예 지역에서도 알려져 있다. 이 종의 일부 유적은 카자흐스탄 북동부와 타지키스탄의 중앙아시아에서도 보고되었다. 동유럽 외 지역에서는 이 종의 최북단 기록이 북위 55도에 위치한 영국, 덴마크, 폴란드에서 알려져 있다. 이 종의 가장 북쪽에 보고된 화석 중 일부는 북위 60도에 위치한 러시아 우랄산맥의 콜바강 유역에서 발견되었다. 빙하기 동안 곧은엄니코끼리는 지중해 지역에 영구적으로 서식했다. 서아시아의 많은 유해는 주로 지리적 기준에 따라 이 종에 할당되었으며, 이스라엘의 유해와 같은 일부 유해는 실제로 아프리카곧은엄니코끼리에 속한다고 제안되었다.

## 고생물학
현대 코끼리와 마찬가지로 암컷과 어린 곧은엄니코끼리도 관련 개체들의 모계 무리에서 살았던 것으로 추정되며, 수컷은 14~15세 정도의 청소년기에 이 무리를 떠나 혼자 살게 된다. 성체 수컷은 살아있는 코끼리와 유사한 콧수염 기간 동안 서로 전투를 벌였을 가능성이 높다. 일부 곧은엄니코끼리 표본은 특정 코끼리와의 싸움에서 얻은 부상을 기록한 것으로 보이며, 특히 주목할 만한 표본으로는 이마에 깊은 천자 구멍 상처가 있고 주변 뼈가 자라 치유되었음을 나타내는 노이마크 노르드의 대형 수컷 표본과 견갑골에 치유된 천자 구멍 상처가 있는 같은 지역의 또 다른 대형 수컷 표본이 있다.
현대 코끼리와 마찬가지로 무리는 더 많은 수분 공급이 필요하고 어린 개체의 이동성이 낮기 때문에 담수가 있는 지역으로 제한되었을 것이다. 곧은엄니코끼리 무리일 가능성이 있는 신생아, 새끼 및 성체 화석 흔적은 스페인 남부의 사구 퇴적물에서 발견되었으며, 이는 후기 플라이스토세 시대로 거슬러 올라간다. 적어도 일부 곧은엄니코끼리 개체군은 살아있는 코끼리에서 발생하는 것처럼 계절 이동에 참여했을 수 있다. 곧은엄니코끼리는 크기가 크기 때문에 살아있는 코끼리보다 10~15년 늦게 성장을 마쳤으며 50세 이후에도 계속 성장한 것으로 추정된다. 또한 현존하는 코끼리보다 더 오래 살았을 수 있으며, 수명은 아마도 80년이 넘었을 것이다.